# John Krasinski

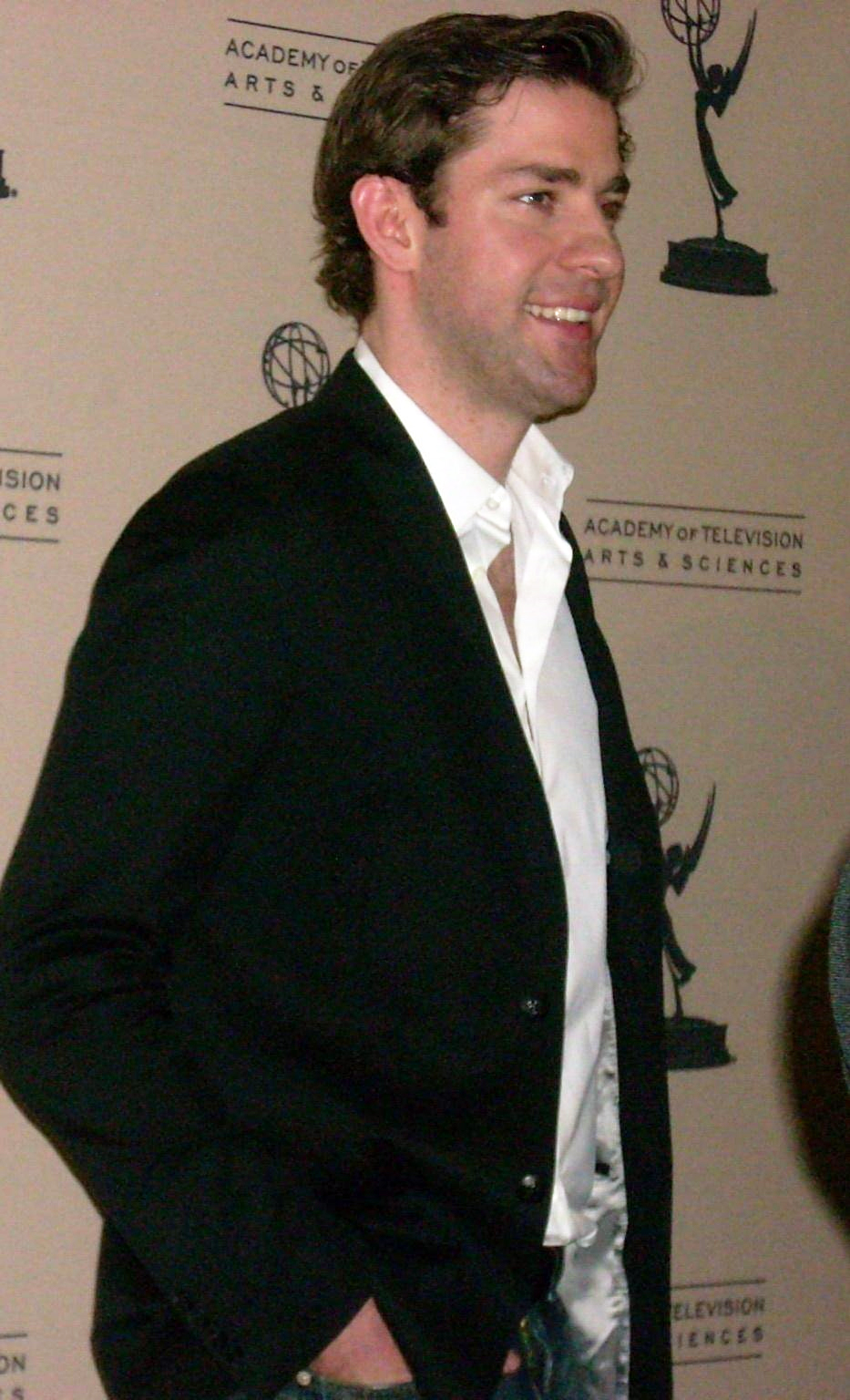
John Krasinski

John Burke Krasinski (n. 20 octombrie 1979, Massachusetts, SUA) este un actor, regizor de film și scenarist american. Este cel mai cunoscut pentru rolul Jim Halpert din sitcomul NBC The Office. Este notabil și pentru interpretarea unor roluri în filmele Away We Go, Leatherheads, License to Wed, Doctor Strange: Multiverse Of Madness, Something Borrowed sau It's Complicated.

## Filmografie - ca actor

### Film
| An   | Titlu                                       | Rol                                   | Note                                                  | Ref.  |
| ---- | ------------------------------------------- | ------------------------------------- | ----------------------------------------------------- | ----- |
| 2000 | State and Main                              | Judge's Assistant                     | Nemenționat                                           |       |
| 2002 | Fighting Still Life                         | Tyler                                 | Scurtmetraj                                           |       |
| 2002 | Alma Mater                                  | Flea Club Candidate 1                 |                                                       |       |
| 2004 | Kinsey                                      | Ben                                   |                                                       |       |
| 2004 | Taxi                                        | Messenger No. 3                       |                                                       |       |
| 2005 | Duane Hopwood                               | Bob Flynn                             |                                                       |       |
| 2005 | Jarhead                                     | Corporal Harrigan                     |                                                       |       |
| 2006 | Doogal                                      | Voci suplimentare                     |                                                       |       |
| 2006 | A New Wave                                  | Gideon                                |                                                       |       |
| 2006 | For Your Consideration                      | Paper Badge Officer                   |                                                       |       |
| 2006 | The Holiday                                 | Ben                                   |                                                       |       |
| 2006 | Dreamgirls                                  | Sam Walsh                             |                                                       |       |
| 2007 | Smiley Face                                 | Brevin                                |                                                       |       |
| 2007 | Shrek the Third                             | Sir Lancelot (voce)                   |                                                       |       |
| 2007 | License to Wed                              | Ben Murphy                            |                                                       |       |
| 2008 | Leatherheads                                | Carter Rutherford                     |                                                       |       |
| 2009 | Brief Interviews with Hideous Men           | Ryan / Subject No. 20                 | De asemenea, regizor, scriitor și producător          |       |
| 2009 | Monsters vs. Aliens                         | Cuthbert (voce)                       |                                                       |       |
| 2009 | Away We Go                                  | Burt Farlander                        |                                                       |       |
| 2009 | It's Complicated                            | Harley                                |                                                       |       |
| 2011 | Something Borrowed                          | Ethan                                 |                                                       |       |
| 2011 | The Muppets                                 | Rolul său                             |                                                       |       |
| 2012 | Nobody Walks                                | Peter                                 |                                                       |       |
| 2012 | Big Miracle                                 | Adam Carlson                          |                                                       |       |
| 2012 | Promised Land                               | Dustin Noble                          | De asemenea, scriitor și producător                   |       |
| 2013 | Monsters University                         | "Frightening" Frank McCay (voce)      |                                                       |       |
| 2013 | The Wind Rises                              | Honjo (voce)                          | Dublaj în engleză                                     |       |
| 2014 | The Prophet                                 | Halim (voce)                          |                                                       |       |
| 2015 | Aloha                                       | John "Woody" Woodside                 |                                                       |       |
| 2016 | 13 Hours: The Secret Soldiers of Benghazi   | Jack Silva                            |                                                       |       |
| 2016 | The Hollars                                 | John Hollar                           | De asemenea, regizor și producător                    |       |
| 2016 | Past Forward                                | Man No. 1                             | Scurtmetraj                                           |       |
| 2017 | Born in China                               | Narator (voce)                        | Documentar                                            | [ 8 ] |
| 2017 | Animal Crackers                             | Owen Huntington (voce)                |                                                       |       |
| 2017 | Detroit                                     | Norman Lippitt                        |                                                       |       |
| 2018 | A Quiet Place                               | Lee Abbott                            | De asemenea, regizor, scriitor și producător executiv |       |
| 2018 | Next Gen                                    | 7723 (voce)                           |                                                       |       |
| 2020 | A Quiet Place Part II                       | Lee Abbott                            | De asemenea, regizor, scriitor și producător          |       |
| 2021 | Free Guy                                    | Silhouetted Gamer (voce)              | Cameo                                                 |       |
| 2022 | Doctor Strange in the Multiverse of Madness | Reed Richards / Mister Fantastic      |                                                       | [ 9 ] |
| 2022 | DC League of Super-Pets                     | Kal-El / Clark Kent / Superman (voce) | Post-producție                                        |       |

### TV
| An      | Titlu                          | Rol                                                   | Note                                         | Ref. |
| ------- | ------------------------------ | ----------------------------------------------------- | -------------------------------------------- | ---- |
| 2003    | Ed                             | Process server                                        | Episodul: "Good Advice"                      |      |
| 2004    | Law & Order:a Criminal Intent  | Jace Gleesing                                         | Episodul: "Mad Hops"                         |      |
| 2005–13 | The Office                     | Jim Halpert                                           | 201 episoade                                 |      |
| 2005    | Without a Trace                | Curtis Horne                                          | Episodul: "The Bogie Man"                    |      |
| 2005    | CSI: Crime Scene Investigation | Lyle Davis                                            | Episodul: "Who Shot Sherlock"                |      |
| 2006    | American Dad!                  | Gilbert (voce)                                        | Episodul: "Irregarding Steve"                |      |
| 2012    | 30 Rock                        | Rolul său                                             | Episodul: "The Ballad of Kenneth Parcell"    |      |
| 2012    | Head Games                     | Narrator                                              | 3 episoade                                   |      |
| 2013    | Arrested Development           | Spyder Foode                                          | Episodul: "The B. Team"                      |      |
| 2014–15 | BoJack Horseman                | Secretariat (voce)                                    | episoade "Later" și "The Shot"               |      |
| 2015    | Lip Sync Battle                | Rolul său                                             | Episodul: "John Krasinski vs. Anna Kendrick" |      |
| 2016    | Robot Chicken                  | Commercial Director / Mike Brady / Doc Brown (voices) | Episodul: "Secret of the Flushed Footlong"   |      |
| 2018–23 | Jack Ryan                      | Jack Ryan                                             | Rol principal                                |      |
| 2021    | Saturday Night Live            | Rolul său (host)                                      | Episodul: "John Krasinski/Machine Gun Kelly" |      |